# 龙口镇 (准格尔旗)
龙口镇，是中华人民共和国内蒙古自治区鄂尔多斯市准格尔旗下辖的一个乡镇级行政单位。

## 行政区划
龙口镇下辖以下地区：
龙口社区、马栅村、韩家塔村、南窑梁村、沙墕村、沙坪梁村、麻地梁村、公盖梁村、大口村、红树梁村、大圐圙梁村、台子梁村、长滩村、业林沟村和哈拉敖包村。